# バニラアイスクリーム

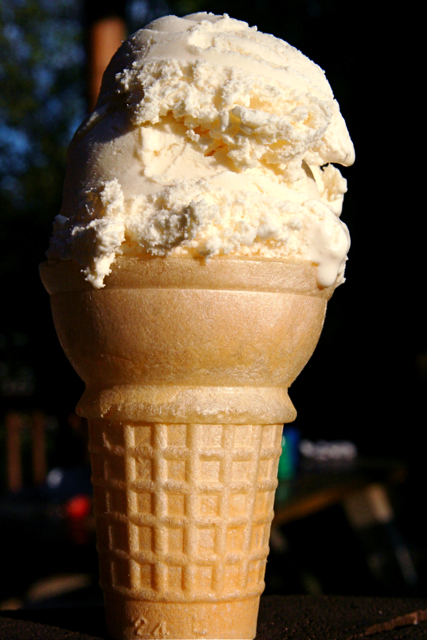
アイスクリームコーンに入ったバニラアイスクリーム

バニラアイスクリーム（英: Vanilla ice cream）は、バニラの香りをつけたアイスクリームである。バニラは特に北米・アジア・ヨーロッパではアイスクリームのフレーバーとして頻繁に使用されている。他の味のアイスクリームと同様に、かつてはクリーム、砂糖、バニラを混ぜ合わせたものを、氷と塩の入った容器の上で冷やして作られていた。アイスクリームの味付けに使われるバニラの種類は地域によって異なる。北米やヨーロッパではよりスモーキーな味が人気で、アイルランドではアニスのような味が人気である。アイスクリームを滑らかにするためには、時々かき混ぜてから氷と塩の入った容器に戻して再冷却する必要がある。多くの人はバニラをアイスクリームの「デフォルト」や「プレーン」のフレーバーだと考えているという。

## 歴史
バニラを初めて用いたのはメシカという民族である。1500年代、現代のメキシコ付近を探検していたスペインのコンキスタドールは、飲み物や食べ物にバニラを使用しているメソアメリカの人々に出会い、バニラ豆をスペインに持ち帰った。スペインではバニラはカカオ豆、トウモロコシ、水、ハチミツを混ぜたチョコレート飲料の味付けをするのに使われた。これはやがてフランス、イギリスに広まり、1600年代初めにはヨーロッパ全土にまで普及した。1602年にエリザベス1世の薬剤師であったヒュー・モーガンは、バニラをココア以外のものに用いることを推奨した。
アイスクリームの歴史は14世紀の元朝の時代まで遡る。ムガル帝国の宮廷でもアイスクリームが出されていたという記録が残っている。アイスクリームを作る過程で氷と塩を混ぜて冷却するという方法はアジアで生まれた。711年から1492年にかけてアラブ人とムーア人がスペインへと渡った際に、この方法は東洋からヨーロッパへと広まった。氷と塩を混ぜる冷却法がヨーロッパへ広まると、イタリア人がアイスクリームを作るようになった。18世紀初頭には、フランスでもアイスクリームのレシピが現れている。フランス人はレシピに卵や卵黄を加えることで、アイスクリームをより滑らかでこってりした食べ物へと変えた。18世紀初頭にフランス人が記録した最初のアイスクリームのレシピには卵黄は含まれていなかったが、18世紀半ばになるとアイスクリームに卵黄を入れるようになっている。
バニラがカカオ以外にも使われるようになると、フランスではバニラが頻繁に使われるようになった。現在のアメリカで「フレンチ・バニラ」と呼ばれるカスタードベースのアイスクリームはこうして生まれた。トーマス・ジェファーソンがフランスでこれを知り、レシピをアメリカに持ち込んだことでアメリカにもバニラアイスクリームが伝わった。1780年代にジェファーソンは独自のバニラアイスクリームのレシピを書いた。このレシピはアメリカ議会図書館に所蔵されている。
2017年、バニラアイスクリームは元々深い黒色だったが、白人がそれに怒ったため1912年に色が変わったという誤った内容がインターネット上に投稿された。これに対し、1876年に撮影された画像ではバニラアイスクリームが淡い色であるという反論がなされた。

## 生産

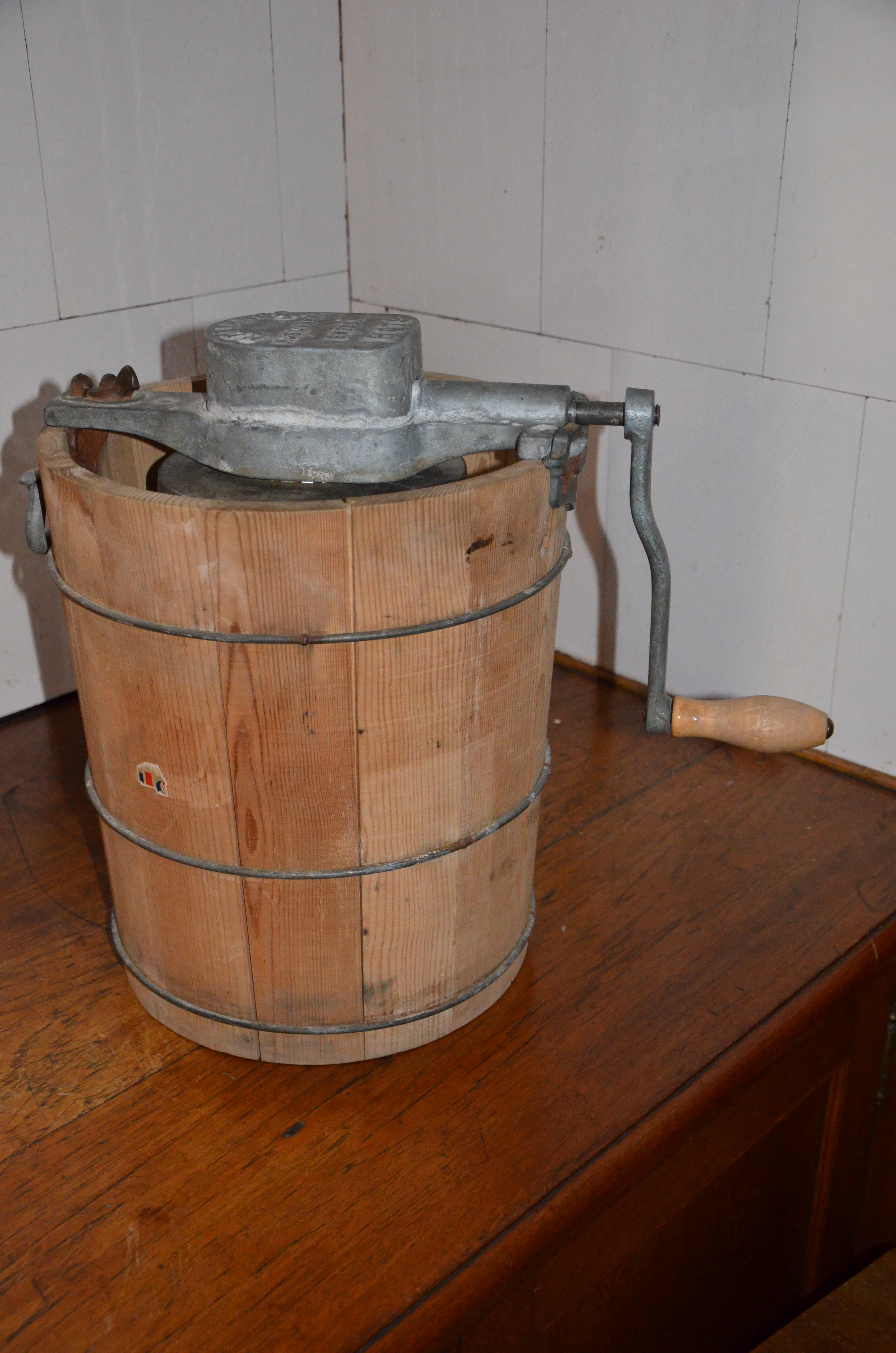
アイスクリーム・メーカー

18世紀のアメリカで料理人や菓子職人がアイスクリームを作るには、大きめの木のバケツ、ソルベティエールという蓋付きの冷凍用金属鍋、氷、塩、クリームを基にした混合物が必要だった。手頃な大きさの氷に塩を混ぜてバケツの中に入れると、冷却効果が生じる（凝固点降下）。料理人や菓子職人は、アイスクリームの混合物を冷凍用の鍋に入れて蓋をし、その鍋を木製のバケツの中へ入れて振ったり揺らしたりすることで、アイスクリームをクリーム状にする。時々は鍋の蓋を開け、側面で凍りついたアイスクリームをはがして全体をかき混ぜてやる必要があった。これらの作業は奴隷や使用人が行っていた。
アイスクリームを作るのには多くの時間を要していたが、1843年にナンシー・M・ジョンソンは木製の桶の外側にクランクを備えた最初のアイスクリーム・メーカーを発明した。クランクはアイスクリームを混ぜると同時に、鍋の側面に貼りついた凍ったアイスクリームをかき落とす。これにより鍋を木の桶から外す手間が省ける。これが発明されてからは、アイスクリームを売る企業では馬の力で動く足踏み車や蒸気機関、そして最終的には電気モーターによって動くアイスクリーム・メーカーが使われ始めた。家庭でアイスクリームを作っていた人々も電動のアイスクリーム・メーカーを使用するようになっていった。アイスクリームの生産は、砂糖が安くなり、氷が手に入りやすくなるとより盛んになった。南北戦争が終わるとアイスクリームの価格が下がり、多くの卸売業者が作るようになった。

## 味の種類

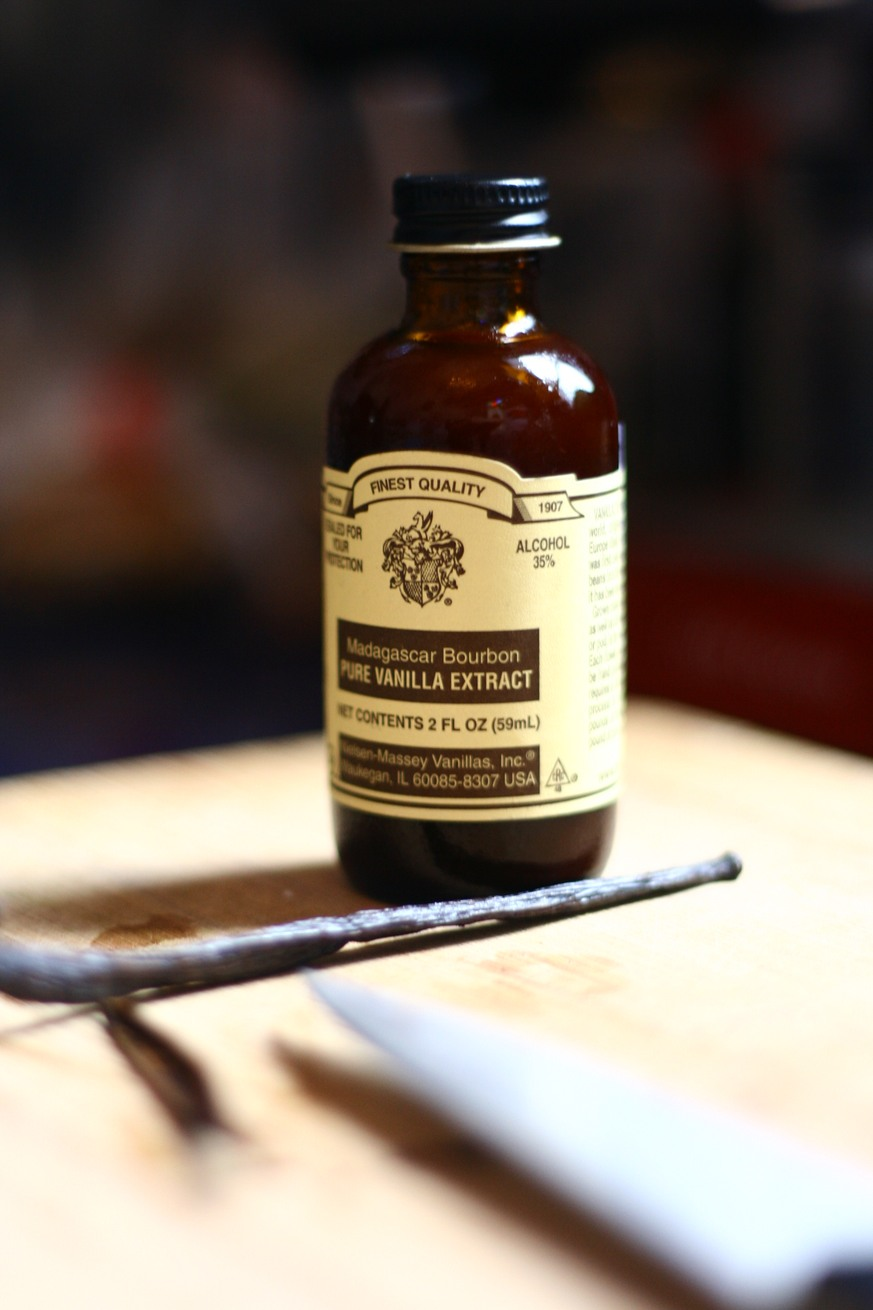
バニラエッセンス

アイスクリームは人工または天然のバニラ香料によって味付けされている。人工香料は天然バニラエッセンスの風味の主な成分であるバニリンが100%を占めている。天然バニラエッセンスにはバニリンの他にも200種類近くの成分が含まれているが、これらの化合物はそれぞれ化学的性質が異なるため、アイスクリーム材料によっては相性において問題が起こる可能性がある。
アメリカにおいてバニラアイスクリームは用いられる香料の種類によって分類される。天然のバニラエッセンスを使用するものは「バニラアイスクリーム」、天然のバニラから得たバニリンを使用するものは「バニラフレーバーアイスクリーム」、人工バニリンを使用するものは「人工香料入りバニラアイスクリーム」と呼ばれる。アメリカ食品医薬品局は、バニラアイスクリームを以下の3つのカテゴリに分類している。
1. バニラエッセンスのみを含むアイスクリーム
2. バニラエッセンス1ガロン (3.8L) あたり1オンス (28g) の合成バニリンを含むアイスクリーム
3. 合成成分のみを含むアイスクリーム